# Сірі Бджоли
«Сірі бджоли» — роман українського письменника Андрія Куркова. Вперше роман був опублікований видавництвом Фоліо (Харків) 2018 року одночасно у двох варіантах: українському (переклад Катерини Ісаєнко)  та російському. 
Пізніше він був перекладений Борисом Дралюком і опублікований англійською у 2020 видавництвом Великої Британії MacLehose Press та 2022 видавництвом США Deep Vellum.
Цей роман має «елементи як байки, так і епосу» й драматизує події війни на сході України висвітлений у пригодах пасічника.
У 2022 році роман переміг на Премії Медічі за найкращий закордонний твір.